# Ctenotus greeri
Espèce
Ctenotus greeri est une espèce de sauriens de la famille des Scincidae.

## Répartition
Cette espèce est endémique d'Australie. Elle se rencontre en Australie-Occidentale et dans le Territoire du Nord.

## Étymologie
Cette espèce est nommée en l'honneur d'Allen E. Greer.

## Publication originale
- Storr, 1979 : Ctenotus greeri, a new scincid lizard from Western Australia. Records of the Western Australian Museum, vol. 8, no 1, p. 143-146 (texte intégral).